# Construction de bateau près de Flatford Mill
Construction de bateau près de Flatford Mill ou Bateau en construction (en anglais, Boat building near Flatford Mill) est une peinture à l'huile sur toile de 50,8 × 61,6 cm réalisée par le peintre anglais John Constable, datable de l'exposition de 1815 et conservée au Victoria and Albert Museum de Londres. 
Le tableau a été exposé à la Royal Academy en 1815. La darse représentée appartenait au père du peintre. 

## Description
La scène représente un chantier naval rudimentaire situé près du moulin de Flatford. Le grand bateau en construction est orienté selon la diagonale du tableau et représente l'élément central de toute la composition. Au premier plan, divers outils et ustensiles sont éparpillés près du bateau (deux houes, deux marmites). La quasi-totalité de la peinture a été réalisée directement sur place, laissant place à la fameuse technique « en plein air » qui caractérisera la production impressionniste ultérieure. Enfin, la rivière qui coule au loin et les arbres en arrière-plan sont considérés par John Constable comme les véritables sujets principaux du tableau. 
Son biographe, Charles Robert Leslie, a salué sa « vérité atmosphérique », telle que « la vibration tremblante de l'air chaud près du sol semble visible ». 